# Friedrich August Boye
Friedrich August Boye (* 10. Dezember 1819 in Otterndorf; † 1. Juli 1891 in Hamburg) war ein deutscher Kaufmann.

## Leben
Boye gründete am 15. Januar 1851 in Hamburg gemeinsam mit dem späteren Bürgerschaftsmitglied Georg Eduard Lembcke (1828–1905) die Firma Boye & Lembcke.
Er diente beim Hamburger Bürgermilitär. Dort war er von 1851 bis 1859 Hauptmann der 1. Kompanie des 2. Infanteriebataillons. Zudem war Boye von 1857 bis 1861 Mitglied des Gefängniskollegiums. Er gehörte von 1863 bis 1868 dem Krankenhauskollegium an und war in dieser Eigenschaft Mitglied des Gesundheitsrats und des Armenkollegiums.
Boye gehörte von 1859 bis 1862 der Hamburgischen Bürgerschaft als Abgeordneter an.